# پلوسیگ
پلوسیگ (به آلمانی: Plossig) یک منطقهٔ مسکونی در آلمان است که در آنابورگ واقع شده‌است. پلوسیگ ۲۵۱ نفر جمعیت دارد.